# مسافر زمان ۲ (مجموعه تلویزیونی)
مسافر زمان ۲ یک مجموعه تلویزیونی ایرانی به کارگردانی مسعود نوابی و نویسندگی فاطمه خدامی، محمد شریعتی، مسعود نوابی و تهیه‌کنندگی ذبیح‌الله اوجاقلو می‌باشد که از ۱۳ اردیبهشت تا مهر ۱۳۸۸ از شبکه دو سیما پخش شده است.

## خلاصه داستان
این سریال روایت زندگی «ناهید» (با بازی زیبا بروفه) و «هوشیار» (با بازی نیما فلاح) است که شرط ازدواج آن‌ها، فروش خانه کلنگی پدر هوشیار است تا بتوانند با آن به زندگی خود سر و سامان بدهند، اما پدر هوشیار خانه را نمی‌فروشد، زیرا در این خانه در جستجوی گنجی است که اجداد وی از آن صحبت کرده‌اند. جستجوی گنج، خانواده هوشیار را به غاری باستانی و به دوره ی ساسانی میکشاند و...

## بازیگران
| بازیگر         | نقش                    | توضیح           |
| -------------- | ---------------------- | --------------- |
| علی دهکردی     | اردشیر                 |                 |
| نیما فلاح      | هوشیار                 | بهرام چوبینه    |
| زیبا بروفه     | ناهید                  | نامزد هوشیار    |
| جعفر دهقان     | اشک‌بوس                 |                 |
| اسماعیل محرابی | پدر هوشیار             |                 |
| عبدالرضا اکبری | گشتاسب                 |                 |
| کاظم افرندنیا  | گنجور                  |                 |
| رامین ناصرنصیر | فریدون                 | دستیار اردشیر   |
| مهدی صبایی     | قباد                   | دستیار اردشیر   |
| مائده طهماسبی  | مرجان و شیرین‌دخت       | مادر ناهید      |
| پردیس افکاری   | همسر گنجور             |                 |
| سودابه بیضایی  | پریدخت                 |                 |
| ولی‌الله مؤمنی  | پیروز                  |                 |
| زهره صفوی      | مادر اردشیر            |                 |
| ناصر گیتی‌جاه   | نگهبان مرکز میراث      |                 |
| ابراهیم‌ آبادی  | استاد دانشگاه          |                 |
| منوچهر علیپور  | وحید                   | کارگردان        |
| رامین نعمتی    | حمید                   | دستیار کارگردان |
| گیتی معینی     | همسر نگهبان مرکز میراث |                 |